# Lời thú tội
Lời thú tội (tiếng Anh: Confession, tiếng Hàn: 자백; Hanja: 自白; Romaja: jabaek) là một bộ phim truyền hình Hàn Quốc năm 2019 với các diễn viên chính Lee Jun-ho, Shin Hyun-been, Yoo Jae-myung và Nam Gi-ae. Phim gồm 16 tập được phát sóng từ ngày 23 tháng 3 đến ngày 12 tháng 5 năm 2019 vào lúc 21:00 (KST) thứ bảy và chủ nhật hàng tuần trên tvN.

## Sơ lược nội dung
Choi Do Hyun là một chàng trai mắc bệnh tim bẩm sinh, sau ca phẫu thuật ghép tim thành công, cha anh bị buộc tội giết người và phải nhận án tử hình. Choi Do Hyun đã trở luật sư để điều tra lại vụ án của cha mình.

## Diễn viên

### Diễn viên chính
- Lee Jun-ho vai Choi Do Hyun, luật sư[2][3]
- Yoo Jae-myung vai Gi Choon Ho, cựu đội trưởng đội trọng án đồn cảnh sát Eunseo[4][5]
- Shin Hyun-been vai Ha Yoo Ri, phóng viên, bạn thân duy nhất của Choi Do Hyun[6]
- Nam Gi-ae vai Madame Jin, nhân viên tại văn phòng luật của Choi Do Hyun[7]

### Các diễn viên khác
- Choi Kwang-il vai Choi Pil Su, cha của Choi Do Hyun
- Lee Ki-hyuk vai Lee Hyun Joon, công tố viên, bạn cùng lớp trường luật với Choi Do Hyun
- Ryu Kyung-soo vai Han Jong Goo, từng là tài xế quân đội, hung thủ trong vụ án giết Yang Ae Ran
- Moon Sung-keun vai Cho Myung Geun, chủ tịch Quỹ Songil
- Song Young-chang vai Oh Teak Jin, chủ tịch Tập đoàn Yukwang
- Choi Dae-hoon vai Hwang Gyo Sik, Thư ký của Oh Teak Jin
- Yoo Sung-joo vai Ji Chang Ryul, giám đốc công ty luật, cựu trưởng công tố
- Kim Young-hoon vai Park Si Kang, đại biểu Quốc hội, cháu trai của cựu Tổng thống Park Myung Seok
- Lee Hyun-joo vai nữ thư ký của Park Si Kang
- Kim Jung-hwa vai Jenny Song, tên tiếng Hàn là Song Jae In, nhà vận động hành lang vũ khí (xuất hiện đặc biệt)
- Han Kyu-won vai Mark Choi, tên tiếng Hàn là Choi Kyung Ho, thư ký đi cùng Jenny Song
- Jung Hee-tae vai Seo Geun-pyo, đội trưởng đội trọng án đồn cảnh sát Eunseo
- Jang Jae-ho vai Lee Hyeong-chan, cảnh sát đội trọng án đồn cảnh sát Eunseo
- Jeon Do-hyun vai Kim Dae Seok, cảnh sát đội trọng án đồn cảnh sát Eunseo
- Kim Jung-gi vai Yang In Beom, công tố viên trong vụ án của Choi Pil Su
- Jeong Gi-seop vai Cha Seong Hoo, Trung tá, nạn nhân của vụ Choi Pil Su
- Choi Beom-ho vai thẩm phán xét xử vụ án của Choi Pil Su
- Moon Ho-jin vai Ha Myung Soo, cha của Ha Yoo Ri, phóng viên báo chính trị, qua đời 10 năm trước
- Moon Tae-yoo vai No Seon Ho, con trai của Madame Jin, công tố viên chống tham nhũng, qua đời trong tai nạn xe hơi 10 năm trước
- Song Yoo-hyun vai Jo Kyung Sun, y tá, hung thủ trong vụ án giết Kim Seong Jo, em gái của Jo Ki Tak
  - Bang Jun-seo vai Jo Kyung Sun lúc nhỏ
- Yoon Gyung-ho vai Jo Ki Tak/Heo Jae Man, quản ngục, anh trai của Jo Kyung Sun, hung thủ vụ án Cha Hyeon-dong (giết Go Eun Joo) 10 năm trước và là hung thủ giết Kim Seon Hee, No Seon Ho và Ha Myung Soo, từng là trung sĩ[8]
- Kim Do-hyun vai Woo Ho Jin, bác sĩ phẫu thuật lồng ngực, bác sĩ của Choi Ho Hyun
- Sim Min vai Kim Seon Hee/Seonhwa, từng là nhân viên ở Hwaye, nhân chứng của vụ án sát hại Trung tá Cha Seong Ho 10 năm trước
- Park Su-yeon vai Yoo Hyun Yi, bạn của Jo Kyung Sun
- Choi Min-young vai Yoo Joon Hwan, con trai của Yoo Hyun Yi, bị bệnh tim
- Park Mi Hyun vai Thẩm phán Na
- Kim Seong-hun vai Sung Jun Sik, phóng viên, đồng nghiệp cũ của Ha Yoo Ri
- Jeon Shin-hwan vai Kang Sang Hoon
- Kim Jae-seung vai Lee Chul Soo, bạn trai cũ của Kim Seon Hee
- Kwon Hyuk-sung vai quản ngục
- Kim Dong-yong vai quản ngục
- Jeong Seo-yeon vai giáo viên nữ
- Park No-shik vai nhân viên của Hwaye
- Keum Dong-hyun vai nhân viên chuyển phát bưu kiện
- Kim Yong-joon vai trưởng đội pháp y
- Jo Seung-yeon vai nhà tâm lý học tội phạm
- Jo Yi-Haeng vai Ahn Byung Ho, điều tra viên tại văn phòng công tố của Lee Hyun Joon
- Na Eun-saem vai điều tra viên tại văn phòng công tố của Lee Hyun Joon
- Lee Heon-ju vai nhân viên khu vực bầu cử của Park Si Kang
- Ahn Soo-ho vai người hướng dẫn Choi Do Hyun tại công trường xây dựng ở Eunseo-gu
- Choi Gyo-sik vai nhân viên bảo vệ, người nói với Choi Do Hyun nơi Han Jong Goo làm việc
- Choi Young-woo vai phóng viên
- Ahn Min-young vai người phụ nữ hàng xóm nói rằng mẹ của Han Jong Goo đã vào viện dưỡng lão
- Hong Ru-hyeon vai người nhà của nạn nhân Yang Ae Ran
- Lee Seong-il vai chủ cửa hàng giày
- Myung Si-kyung vai phát thanh viên
- Kim Gwi-sun vai Kim Seong Jo
- Lee Yoo-jung vai vợ của Kim Seong Jo
- Son Seon-geun vai thẩm phán phiên tòa xét xử Jo Kyung Sun
- Kim Jong-ho vai người đàn ông nói với Yuri hãy ngăn chặn giấy ủy quyền
- Lee Yoon-sang vai quân nhân
- Jeon Se-hwan vai Kang Sang Hoon, bạn trai của Go Eun Joo
- Geum Dong-hyun vai nhân viên chuyển phát nhanh
- Yeo Woon-bok vai người đàn ông bày tỏ quan điểm của mình trong việc tái thẩm vụ án giết hại Trung tá Cha Seung Hoo
- Park Hye-jin vai hiệu trưởng trường mẫu giáo
- Kim Mi-hye vai phát thanh viên (tập 10, 12)
- Oh Seung-chan vai phóng viên (tập 14)
- Jo Yi-haeng vai công tố viên (tập 16)

- Son Seon-geun
- Han Seung-do
- Cheon Ji-yu
- Song Chang-gyu
- Park Chul-min
- Yoon Seong-ju
- Hwang Yun-sun
- Seok-gyu Seo
- Park Ji-Hong
- Jeon Jun-woo
- Yoon Tae-hee
- Jung Kwang-young
- Han Myung-chul
- Shin Ha-joon
- Jeong Young-do
- Park Soo-hyun
- Jang Joon-young
- Kim Oh-bok
- Min Dae-sik
- Kim Yong-jun
- Kim Jeong-soo
- Jeong Seo-yeon
- Jeon Un-jong
- Min Woo-gi
- Jeong Ki-seop
- Yoon Tae-young
- Shin Dong-hoon
- Kim Jinah
- Lee Yoo-jin
- Kim Jae-hyun
- Choi Hwa-young
- Jeon Sang-jin
- Park Sang-hyuk
- Han Jae-hyuk
- Kwon Jin-woo
- Kim Do-ah
- Jeong Jong-woo
- Baek Gil-sung
- Gong Min-gyu
- Kim Dae-guk
- Kim Tae-Hoon
- Lee Jeong-yeol
- Yoon Hyun
- Hong Jeong-ho
- Lee Dong-gyu
- Kim Myung-ji
- Hyun-Jun Kim
- Kwon Hyuk-seong
- Jeong Jae-hoon
- Ahn Seong-geon
- Park Do-joon
- Lee Heon-Joo
- Kim Tae-hoon
- Cha Min-hyuk
- Kim Dongyong
- Lee Se-in
- Kim Mi-hye
- Hong Jeong-ho
- Kang Choong-hoon
- Lee Dong-gyu
- Park Seong-gyu
- Lee Sang-kyung
- Kim Dae-guk
- Park Jun-sang
- Kim Mi-hye
- Kim Yong-jin
- Hong Jeong-ho
- Seok Il-woo
- Lee Mi-rim
- Han Nam-woo

## Nhạc phim

### Part 1
| Phát hành ngày 7 tháng 4 năm 2019 | Phát hành ngày 7 tháng 4 năm 2019 | Phát hành ngày 7 tháng 4 năm 2019 | Phát hành ngày 7 tháng 4 năm 2019 | Phát hành ngày 7 tháng 4 năm 2019 | Phát hành ngày 7 tháng 4 năm 2019 |
| STT                               | Nhan đề                           | Phổ lời                           | Phổ nhạc                          | Ca sĩ                             | Thời lượng                        |
| --------------------------------- | --------------------------------- | --------------------------------- | --------------------------------- | --------------------------------- | --------------------------------- |
| 1.                                | "Let Me Hear It" (들려줘)         | Kang Ji-won, Basick               | Kang Ji-won                       | Song Ji-eun, Basick               | 3:54                              |
| 2.                                | "Let Me Hear It" (Inst.)          |                                   | Kang Ji-won                       |                                   | 3:54                              |
| Tổng thời lượng:                  | Tổng thời lượng:                  | Tổng thời lượng:                  | Tổng thời lượng:                  | Tổng thời lượng:                  | 7:48                              |

### Part 2
| Phát hành ngày 14 tháng 4 năm 2019 | Phát hành ngày 14 tháng 4 năm 2019 | Phát hành ngày 14 tháng 4 năm 2019 | Phát hành ngày 14 tháng 4 năm 2019 | Phát hành ngày 14 tháng 4 năm 2019 | Phát hành ngày 14 tháng 4 năm 2019 |
| STT                                | Nhan đề                            | Phổ lời                            | Phổ nhạc                           | Ca sĩ                              | Thời lượng                         |
| ---------------------------------- | ---------------------------------- | ---------------------------------- | ---------------------------------- | ---------------------------------- | ---------------------------------- |
| 1.                                 | "The End"                          | Kang Ji-won                        | Kang Ji-won                        | Jung In                            | 3:48                               |
| 2.                                 | "The End" (Inst.)                  |                                    | Kang Ji-won                        |                                    | 3:48                               |
| Tổng thời lượng:                   | Tổng thời lượng:                   | Tổng thời lượng:                   | Tổng thời lượng:                   | Tổng thời lượng:                   | 7:46                               |

### Part 3
| Phát hành ngày 21 tháng 4 năm 2019 | Phát hành ngày 21 tháng 4 năm 2019 | Phát hành ngày 21 tháng 4 năm 2019 | Phát hành ngày 21 tháng 4 năm 2019 | Phát hành ngày 21 tháng 4 năm 2019 | Phát hành ngày 21 tháng 4 năm 2019 |
| STT                                | Nhan đề                            | Phổ lời                            | Phổ nhạc                           | Ca sĩ                              | Thời lượng                         |
| ---------------------------------- | ---------------------------------- | ---------------------------------- | ---------------------------------- | ---------------------------------- | ---------------------------------- |
| 1.                                 | "Reason: It's You"                 | Movie Man & Master Chung           | Movie Man & Master Chung           | Yoari                              | 3:20                               |
| 2.                                 | "Reason: It's You" (Inst.)         |                                    | Movie Man & Master Chung           |                                    | 3:20                               |
| Tổng thời lượng:                   | Tổng thời lượng:                   | Tổng thời lượng:                   | Tổng thời lượng:                   | Tổng thời lượng:                   | 6:40                               |

## Lượng người xem
| Mùa | Mùa | Số tập | Số tập | Số tập | Số tập | Số tập | Số tập | Số tập | Số tập | Số tập | Số tập | Số tập | Số tập | Số tập | Số tập | Số tập | Số tập | Trung bình |
| Mùa | Mùa | 1      | 2      | 3      | 4      | 5      | 6      | 7      | 8      | 9      | 10     | 11     | 12     | 13     | 14     | 15     | 16     | Trung bình |
| --- | --- | ------ | ------ | ------ | ------ | ------ | ------ | ------ | ------ | ------ | ------ | ------ | ------ | ------ | ------ | ------ | ------ | ---------- |
|     | 1   | 1125   | 1217   | 898    | 1303   | 833    | 1150   | 852    | 1134   | 895    | 1174   | 868    | 1035   | 734    | 1032   | 962    | 1313   | 1033       |

| 1 | Ngày 23 tháng 3 năm 2019 | 4.569% | 4.704% |
| 2 | Ngày 24 tháng 3 năm 2019 | 5.386% | 6.461% |
| 3 | Ngày 30 tháng 3 năm 2019 | 4.501% | 4.913% |
| 4 | Ngày 31 tháng 3 năm 2019 | 5.573% | 6.176% |
| 5 | Ngày 6 tháng 4 năm 2019  | 4.027% | 4.761% |
| 6 | Ngày 7 tháng 4 năm 2019  | 5.458% | 6.462% |
| 7 | Ngày 13 tháng 4 năm 2019 | 4.079% | 4.661% |
| 8 | Ngày 14 tháng 4 năm 2019 | 5.425% | 6.419% |
| 9 | Ngày 20 tháng 4 năm 2019 | 3.846% | 4.846% |
| 10 | Ngày 21 tháng 4 năm 2019 | 5.594% | 6.421% |
| 11 | Ngày 27 tháng 4 năm 2019 | 3.846% | 4.347% |
| 12 | Ngày 28 tháng 4 năm 2019 | 5.122% | 6.047% |
| 13 | Ngày 4 tháng 5 năm 2019  | 3.378% | 3.759% |
| 14 | Ngày 5 tháng 5 năm 2019  | 4.841% | 5.686% |
| 15 | Ngày 11 tháng 5 năm 2019 | 4.849% | 5.738% |
| 16 | Ngày 12 tháng 5 năm 2019 | 6.275% | 7.030% |
| Trung bình | Trung bình               | 4.798% | 5.527% |
| - Trong bảng trên, các số màu xanh thể hiện xếp hạng thấp nhất và các số màu đỏ thể hiện xếp hạng cao nhất. - Bộ phim này được phát sóng trên một kênh truyền hình cáp / truyền hình trả tiền thường có lượng khán giả tương đối thấp hơn so với các đài truyền hình công cộng / truyền hình miễn phí (KBS, SBS, MBC và EBS). |                          |        |        |

## Giải thưởng và đề cử
| Năm  | Giải thưởng                                      | Hạng mục                       | Diễn viên      | Kết quả | Ref.   |
| ---- | ------------------------------------------------ | ------------------------------ | -------------- | ------- | ------ |
| 2019 | Giải thưởng phim truyền hình Hàn Quốc lần thứ 12 | Nữ diễn viên mới xuất sắc nhất | Shin Hyun-been | Đề cử   | [ 14 ] |

## Thông tin thêm
Buổi đọc kịch bản đầu tiên diễn ra vào ngày 5 tháng 1 năm 2019.
Một số địa điểm quay phim:
- Nhà tù cũ Seongdong
- Đại học Inha: trong phim là cảnh tòa án
- Bệnh viện Đại học Nữ sinh Ewha Seoul: trong phim là Bệnh viện Đại học Geosan
- Panjajib (một quán ăn kiểu cũ nằm gần ga Sinchon): trong phim là quán rượu
- Samcheonggak: trong phim là Hwaye